# 诸暨文庙

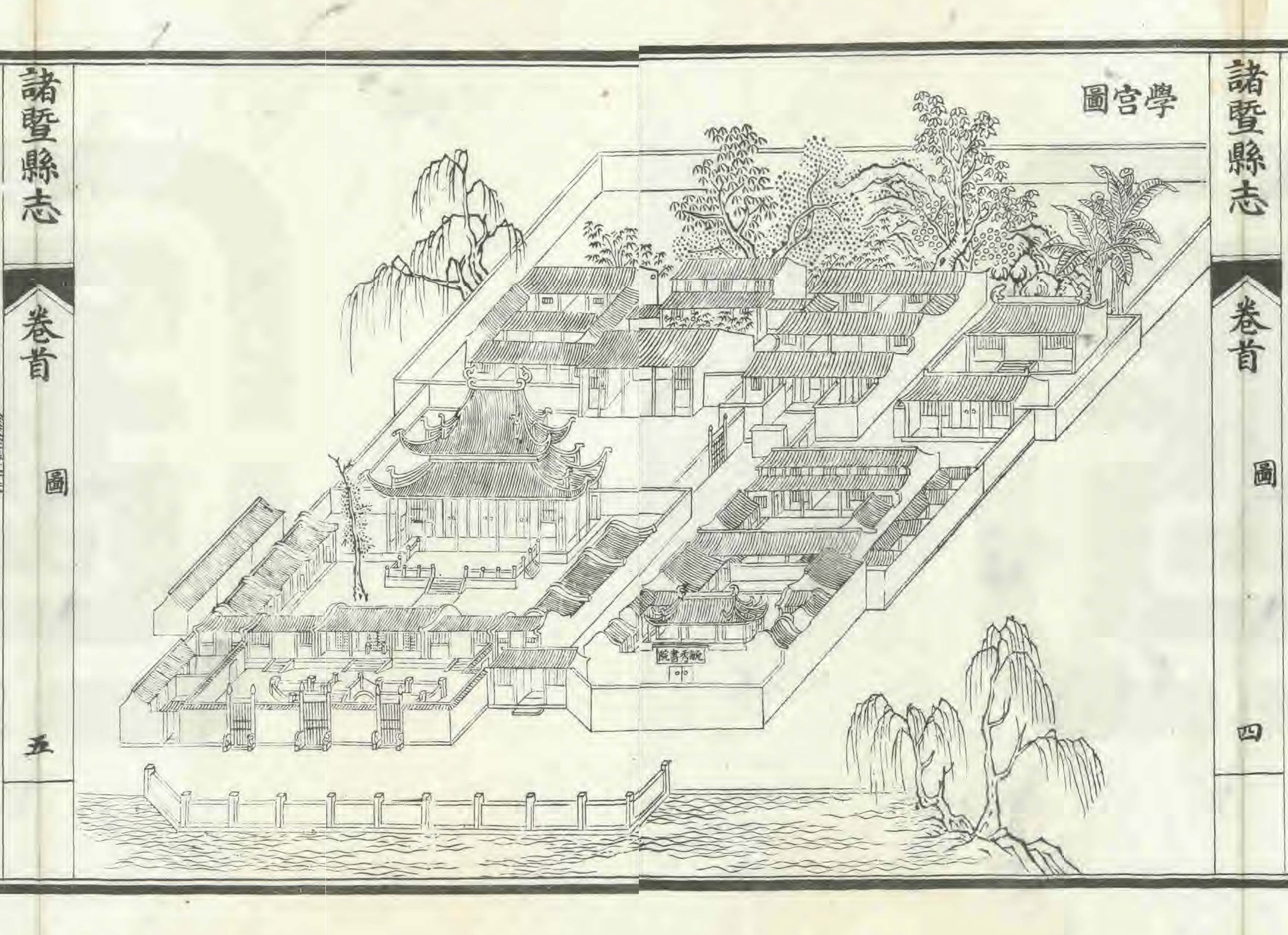
清宣统二年（1910）《诸暨县志》学宫图。

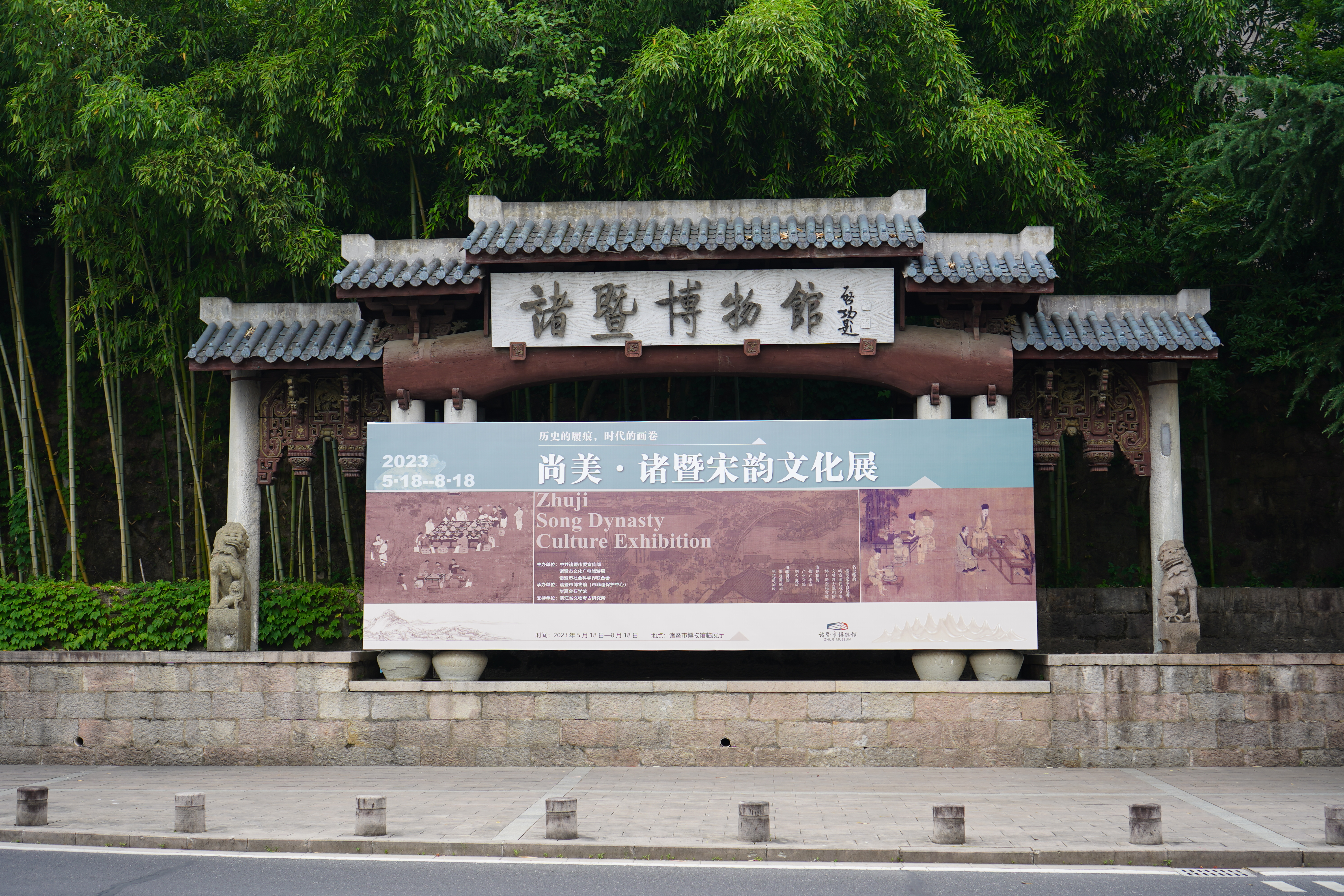
使用诸暨文庙大成殿旧料拼建的诸暨博物馆牌坊。

诸暨文庙为旧时中国浙江绍兴府诸暨县县学文庙，原位于县城东北侧，东邻原诸暨县治，即今中国浙江省绍兴市诸暨市暨阳街道红旗路26号、暨阳街道行政服务中心东侧，原建筑已不存，其址今为空地。 
诸暨文庙始建年代不详，唐初位于县西，天宝年间迁至长山下，后晋天福五年（940）又迁至县治东一里，南宋淳熙六年（1179）再迁至县治西百步，即今址。1985年尚存的大成殿被公布为诸暨县文物保护单位（名称为孔庙大成殿），1995年被拆除。
据清光绪二十一年（1895）始修、宣统二年（1910）刊行的《诸暨县志》（又称《国朝三修诸暨县志》）记载及附图，清末诸暨文庙布局为前庙后学，中轴线上依次为万仞宫墙、学湖、棂星门（左中右各一座，共三座）、泮池泮桥、戟门三间（其东为名宦祠、官厅，西为乡贤祠、忠孝祠，各三间）、大成殿五间（前有东西庑各五间，东庑南北有斋宿房、祭器房，西庑南北有斋宿房、乐器房，各三间）、明伦堂三间（前有库房、膳堂各一间，东为教谕署共十九间，西为训导署共十五间）和尊经阁三间两层，大成殿为重檐歇山顶。崇圣祠位于东北，含正殿及前轩各三间，祠前为清代所建毓秀书院（图）。